# ØK
Aktieselskabet Det Østasiatiske Kompagni, ØK i daglig tale (engelsk binavn: EAC, East Asiatic Company Ltd.) var et handelsselskab stiftet af etatsråd H.N. Andersen. Selskabet var noteret på Københavns Fondsbørs og hed fra 2015 til 2019 Santa Fe Group, herefter EAC Invest.

## Historie
I 1884 stiftede H.N. Andersen handelsselskabet Andersen & Co i Bangkok med det formål at varetage handel og transport af teaktræ fra Thailand og andre dele af Sydøstasien til Danmark og andre dele af Europa.
Den 27. marts 1897 stiftede han i København A/S Det Østasiatiske Kompagni. Siden fulgte en række datterselskaber i England, Rusland, Kina, Frankrig, Singapore, Malaysia og Thailand. Selskabets første bestyrelse bestod af H.N. Andersen, J.H. Deuntzer, Isak Glückstadt, Axel Heide, grosserer C.J. Carøe, grosserer Victor Høffding, grosserer Holger Petersen, kommandør C.F. Maegaard, admiral Andreas du Plessis de Richelieu og aktionær, godsejer Andreas Westenholz.
I 1913 kom til det til offentlighedens kendskab, at ØK havde forsøgt at skjule rod i regnskaberne i den såkaldte Kinch-affære. Journalisten Niels Bransager afdækkede sagen.
I løbet af de næste 80 år udbyggedes aktiviteterne til at omfatte handel og søtransport over hele verden. I 1965 købtes Plumrose, som dannede grundlag for ØKs sydamerikanske aktiviteter, men blev frasolgt igen i 1997.
ØK var i 1970 Skandinaviens største virksomhed målt på omsætning, og havde, da selskabet var på toppen i 1970'erne, flere end 40.000 medarbejdere. Oliekriserne i 1970'erne ramte ØK hårdt og i 1981 havde selskabet en gæld på 11,2 milliarder kroner. Det medførte, at der sat gang i en række frasalg og fyringer, hvilket resulterede i, at der i 2014 var der kun en international flytteforretning, Santa Fe Relocation, tilbage med hovedkontor i London. Uden andre aktiviteter skiftede selskabet i 2015 navn til Santa Fe Group.

## Afvikling af ØK siden 2005
I 2005 blev den største delforretning EAC Nutrition solgt til hollandske Royal Numico NV.
Derefter fokuserede ØK på tre hovedområder primært i Asien og Sydamerika: EAC Foods; EAC Industrial Ingredients; og EAC Moving and Relocation Services.
Kun den sidste del, den internationale flytteforretning, var tilbage i 2014. Ved generalforsamlingen 26. marts 2015 blev det vedtaget, at moderselskabet ØK skiftede navn til Santa Fe Group. Selskabet blev tildelt observationsstatus på Københavns Fondsbørs i april 2019, da den ad flere omgange udskudte 2018-årsrapport viste et underskud på over en halv milliard kroner og udtrykte, at der eksisterede væsentlig usikkerhed om selskabets evne til at fortsætte som "going concern". Den 25. september meddelte selskabet, at flytteforretningen Santa Fe Relocation var blevet afhændet til kapitalfonden Lazarus Equity Partners for 1 million euro, og at såvel selskabets gæld, som navnet "Santa Fe", fulgte med i handlen. Derved bevaredes 1800 arbejdspladser. Salget indebar dog et regnskabsmæssigt tab på på 160 millioner kroner. Salgsaftalen indeholder en klausul om, at hvis flytteforretningen bliver kontant videresolgt indenfor fem år, ville det tilbageværende "ØK" få 15 procent af fortjenesten.
Efter salget af Santa Fe skulle selskabet skifte navn på en ekstraordinær generalforsamling. Det børsnoterede moderselskabs egenkapital blev reduceret til mellem 15 og 20 millioner kroner, foruden tre minoritetsaktieposter i to kinesiske og et thailandsk selskab. Selskabets ny navn blev fra efteråret 2019, "EAC Invest".

## ØKs hovedsæder
ØK's kontorbygning lå fra 1898 på Hovedvej 14 i Københavns Frihavn (tegnet af Gotfred Tvede og Valdemar Schmidt).
I 1907-08 fik selskabet et stort hovedsæde i Holbergsgade 2 på Gammelholm (også tegnet af Tvede, firmaets husarkitekt). Bygningen blev senere udvidet af Harald Gad, men i 1944 blev hele bygningen bombesprængt ved schalburgtage. Den udbrændte skal blev genopført 1946-49 af Holger Jacobsen, med tilføjelsen af en ekstra etage.
I 1992 flyttede ØK tilbage til Frihavnen i et kompleks tegnet af PLH Arkitekter, som siden er forladt igen.

## Direktion
Direktionen består af op til fire direktører

Denne liste er ufuldstændig; hjælp gerne med at udfylde den.
- 1897-1934 H.N. Andersen, seniordirektør.
- 1897-1905 Emanuel Kinch, direktør i Siam.
- 1909-1935 Christian Schmiegelow, direktør.
- 1927-1947 C.C. Hansen, direktør.
- 1934-1953 Prins Axel, seniordirektør.
- 1953-1960 Hakon Christiansen, seniordirektør (direktør fra 1938).
- 1938-1952 Otto Bjørling (direktør fra 1937).
- 1952-1961 Julius Christian Aschengreen, adm. direktør for skibsafdelingen.
- 1952-1965 Axel Brøndal, adm. direktør for regnskabs- og finansafdelingen (underdirektør fra 1948, også adm. direktør 1960-66 for det nyoprettede holdingselskab).
- 1960-1980 Mogens Pagh, foresiddende adm. direktør (adm. direktør fra 1956).
- 1961-1971 Svend Storm-Jørgensen, adm. direktør
- 1980-1992 Henning Sparsø, foresiddende adm. direktør (adm. direktør fra 1974).
- 1992-1999 Carsten Dencker Nielsen, adm. direktør.
- 1992-1998 Michael Fiorini, ordførende adm. direktør.
- 1998-2002 Bjarne Uhde Nielsen, managing director
- 1998-2005 Mark A. Wilson, adm. direktør
- 2005-2015 Niels Henrik Jensen, adm. direktør
- 2015- Martin Thaysen, global CEO